# Lista celor mai urmărite canale de Twitch din România
Această listă conține topul celor mai vizionate canale din România pe platforma socială de streaming live Twitch, care au cel puțin 50.000 de urmăritori. În iunie 2025, cel mai vizionat canal era CreativeMonkeyz, cu peste 293.000 de urmăritori în total.

## Listă
Următorul tabel conține lista celor mai urmărite canale românești pe Twitch conform datelor din iunie 2025. Numărul de urmăritori este rotunjit.
| Loc | Canal              | Număr total de urmăritori |
| --- | ------------------ | ------------------------- |
| 1   | CreativeMonkeyz    | 293.000                   |
| 2   | Faiăr              | 161.000                   |
| 3   | CodrinBradeaSatana | 150.000                   |
| 4   | s0l0ti             | 134.000                   |
| 5   | ZappyTV            | 80.300                    |
| 6   | therealred         | 75.900                    |
| 7   | AMYCLAIRE97        | 67.800                    |
| 8   | ZLAVOG             | 64.900                    |
| 9   | Bobospider         | 61.200                    |
| 10  | IceManLucky        | 58.900                    |